# Alain Prost
Alain Prost (* 24. února 1955) je bývalý francouzský pilot Formule 1, čtyřnásobný mistr světa. Jeho syn Nicolas Prost je také závodník.
V letech 1980 až 1993 startoval v celkem 202  závodech Grand Prix Formule 1. V letech 1997 až 2001 vedl Prost svou vlastní stáj Prost Grand Prix. V současnosti je opět aktivním závodníkem, pravidelně startuje ve francouzské sérii závodů na ledě Trophée Andros. Svoji závodnickou kariéru ve formuli 1 zahájil v roce 1980 v týmu McLaren. S tímto týmem získal 3× titul mistra světa F1. Na konci 80. a začátkem 90. let sváděl velmi tvrdé souboje se svým největším rivalem Ayrtonem Sennou.

## Celkové umístění v jednotlivých ročnících
| Ročník | Body      | Umístění  |
| 1980   | 5 bodů    | 15. místo |
| 1981   | 43 bodů   | 5. místo  |
| 1982   | 34 bodů   | 4. místo  |
| 1983   | 57 bodů   | 2. místo  |
| 1984   | 71,5 bodů | 2. místo  |
| 1985   | 73 bodů   | 1. místo  |
| 1986   | 72 bodů   | 1. místo  |
| 1987   | 46 bodů   | 4. místo  |
| 1988   | 87 bodů   | 2. místo  |
| 1989   | 76 bodů   | 1. místo  |
| 1990   | 71 bodů   | 2. místo  |
| 1991   | 34 bodů   | 5. místo  |
| 1993   | 99 bodů   | 1. místo  |

## Starty ve Formuli 1
| Sezóna | Stáj             | Starty | Body  | Umístění | 1 místo | 2 místo | 3 místo | Pole pos. | Nejrych. okr. | Neklasif. |
| ------ | ---------------- | ------ | ----- | -------- | ------- | ------- | ------- | --------- | ------------- | --------- |
| 1993   | Williams-Renault | 16     | 99    | MS       | 7       | 3       | 2       | 13        | 6             | 0         |
| 1991   | Ferrari          | 15     | 25    | 5        | 0       | 2       | 2       | 0         | 1             | 6         |
| 1990   | Ferrari          | 16     | 71    | 2        | 5       | 2       | 2       | 0         | 2             | 4         |
| 1989   | McLaren-Honda    | 16     | 76    | MS       | 4       | 6       | 1       | 2         | 5             | 3         |
| 1988   | McLaren-Honda    | 16     | 87    | 2        | 7       | 7       | 0       | 2         | 7             | 2         |
| 1987   | McLaren-TAG      | 16     | 46    | 4        | 3       | 1       | 3       | 0         | 2             | 4         |
| 1986   | McLaren-TAG      | 16     | 72    | MS       | 4       | 4       | 3       | 1         | 2             | 3         |
| 1985   | McLaren-TAG      | 16     | 73    | MS       | 5       | 2       | 4       | 2         | 5             | 4         |
| 1984   | McLaren-TAG      | 16     | 71,5  | 2        | 7       | 1       | 1       | 2         | 3             | 5         |
| 1983   | Renault          | 16     | 57    | 2        | 4       | 2       | 1       | 3         | 3             | 3         |
| 1982   | Renault          | 16     | 34    | 4        | 2       | 2       | 0       | 5         | 4             | 8         |
| 1981   | Renault          | 15     | 43    | 5        | 3       | 2       | 1       | 2         | 1             | 9         |
| 1980   | McLaren-Ford     | 13     | 5     | 16       | 0       | 0       | 0       | 0         | 0             | 6         |
| Celkem | 4                | 203    | 768,5 | 4× MS    | 51      | 35      | 20      | 33        | 41            | 58        |